# Geniostoma sykesii
Geniostoma sykesii är en tvåhjärtbladig växtart som beskrevs av F.R. Fosberg och M.-h. Sachet. Geniostoma sykesii ingår i släktet Geniostoma och familjen Loganiaceae. Inga underarter finns listade i Catalogue of Life.